# Theater Instituut Nederland

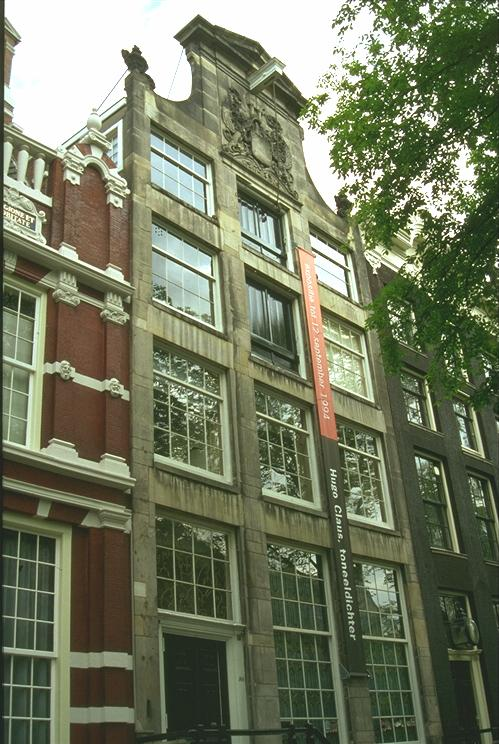
Herengracht 168

Theater Instituut Nederland (TIN) was tot en met 2012 een centrum voor informatie over het verleden en heden van theater in Nederland. Het TIN werd getroffen door de bezuinigingen van het Rijk en daarom werd het instituut eind 2012 opgeheven. De stichting ging verder als Theater in Nederland (TiN). Activiteiten van deze stichting behelzen onder meer de publicatie van een digitale theaterencyclopedie en de portretserie eenlevenlangtheater.nl.
De collectie van het TIN is het theatergeheugen van Nederland en bestaat uit meer dan 500.000 objecten, vanaf de 17e eeuw tot vandaag. Deze vormde de basis voor reizende tentoonstellingen, educatieve programma's en (digitale) publicaties. Daarnaast organiseerde het TIN debatten, internationale informatievoorziening en promotie en zorgde TIN voor afstemming binnen de theatersector. Deze collectie van het TIN is nu in beheer bij de Bijzondere Collecties van de Universiteit van Amsterdam en kan aldaar geraadpleegd worden.

## Geschiedenis van het TIN

### Toneelmuseum
Het Theater Instituut Nederland (TIN) startte in 1924 als het Toneelmuseum, opgericht door een aantal enthousiaste theaterliefhebbers. De collectie begon destijds met een aantal aangekochte privéverzamelingen. In 1960 opende het Toneelmuseum zijn bibliotheek en tentoonstelling voor het publiek in een historisch grachtenpand aan de Herengracht (168) in Amsterdam. 

### Nederlands Theater Instituut
In de jaren zeventig fuseerde het museum met het Internationaal Theater Instituut en het archief van Klank en Beeld tot Nederlands Theaterinstituut.  In de jaren daarna kwamen ook een aantal kleinere instituten voor dans, mime en poppenspel kantoor houden aan de Herengracht.

### Theater Instituut Nederland
In 1992 fuseerden de instituten Nederlands Theater Instituut, Nederlands Instituut voor de Dans, Nederlandse Mime Centrum en het Nederlands Poppenspel Instituut tot het Theater Instituut Nederland. Sinds die tijd was het TIN zowel erfgoedinstelling als sectorinstituut voor theater en dans. Het TIN is in 2009 verhuisd naar Sarphatistraat 53, waar de mediatheek en kantoren werden gevestigd. De collectie werd niet meer op een vaste plek gepresenteerd, maar in reizende tentoonstellingen op verschillende locaties in samenwerking met andere musea, culturele instellingen en festivals.
Als gevolg van de bezuinigingen door het Kabinet-Rutte I op cultuur werd het Theater Instituut Nederland in 2013 opgeheven en opgevolgd door Theater in Nederland. De collectie werd in langdurig beheer overgedragen aan de afdeling Bijzondere Collecties van de universiteitsbibliotheek van de UvA.